# 中國海外發展

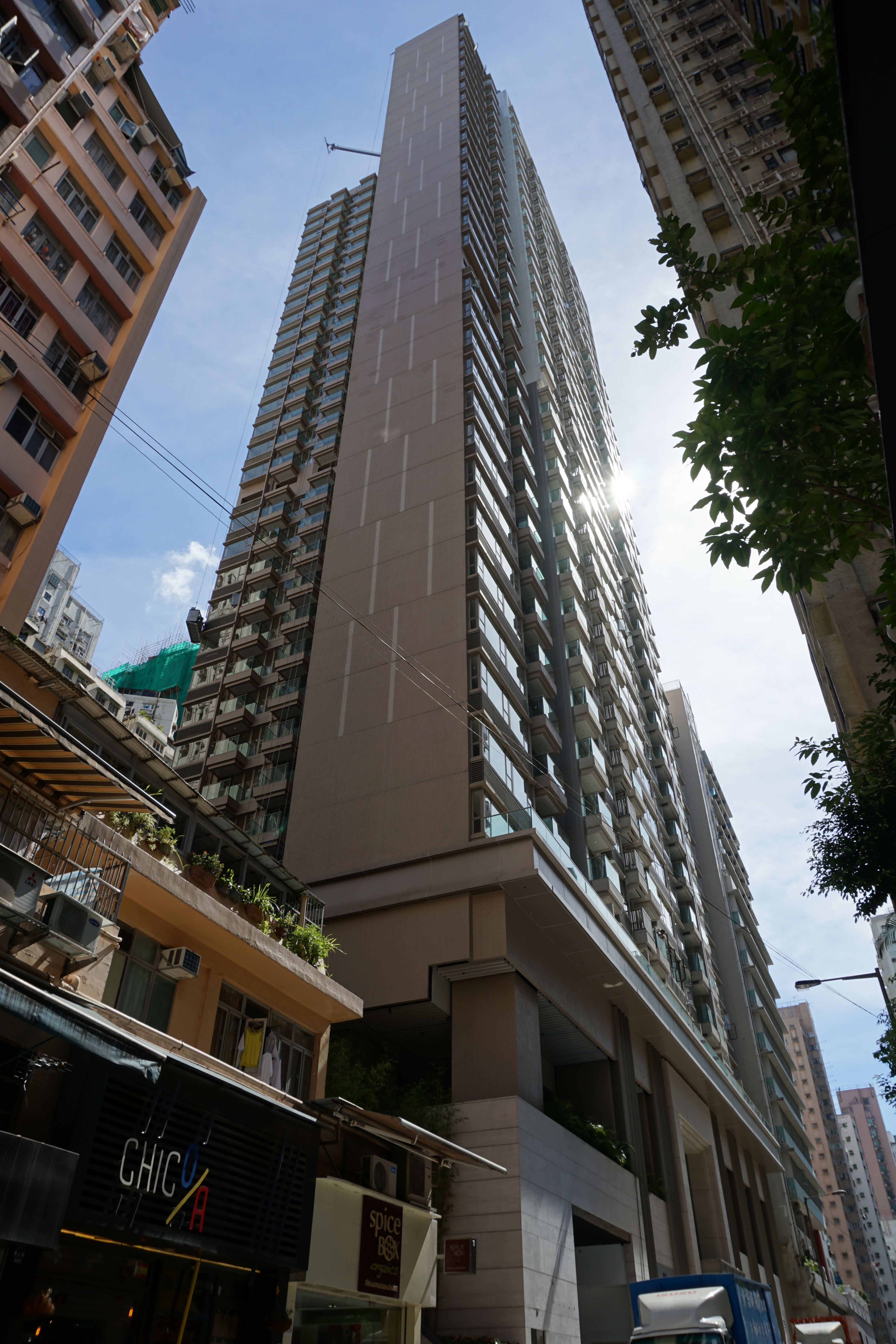
中國海外旗下物業星鑽

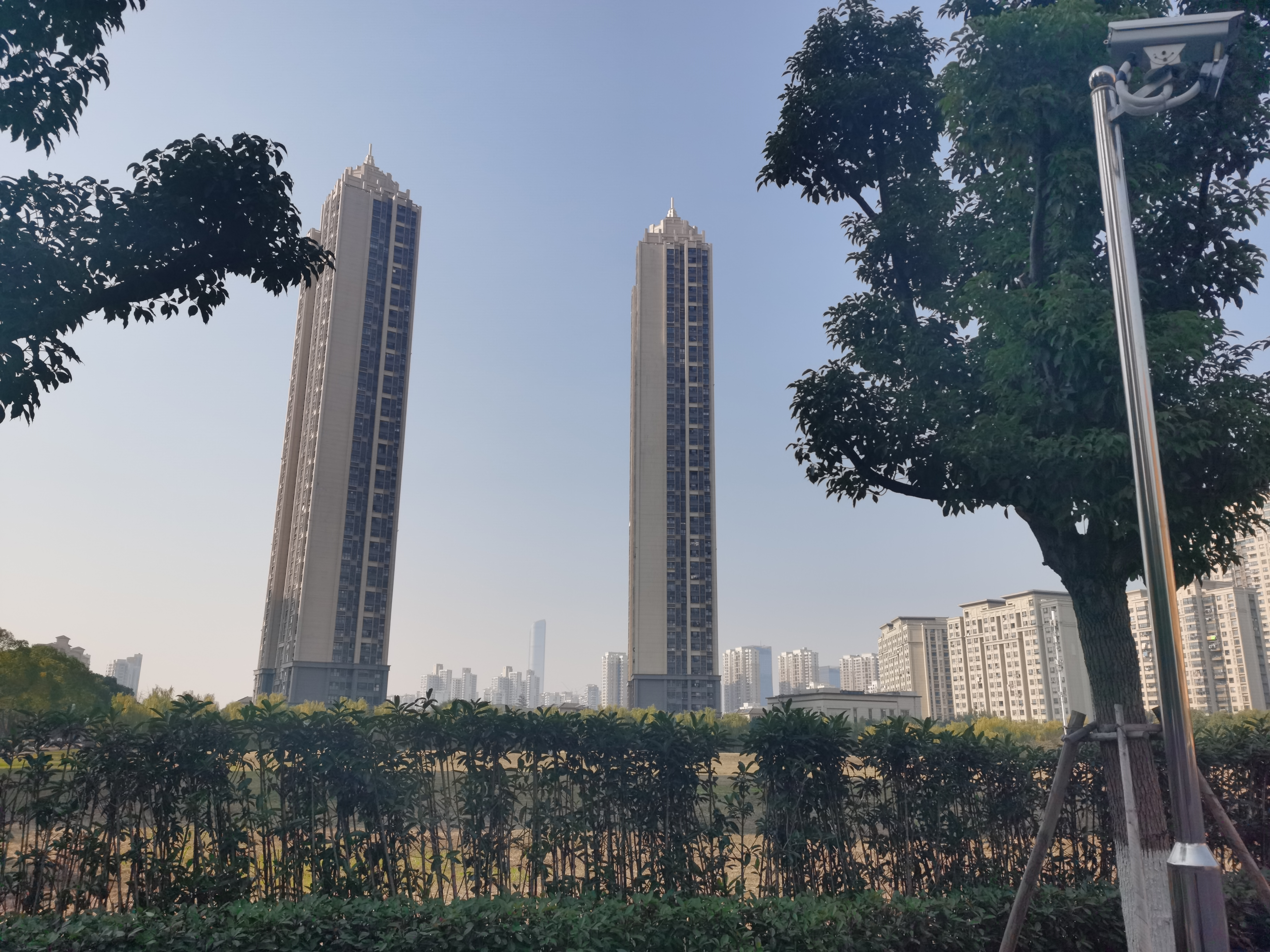
中海地产在江苏省苏州工业园区开发的项目中海国际社区二区双子座

中國海外發展有限公司（港交所：688）是中國海外集團旗下的地产开发商。主要業務是物業發展及投資、樓宇及土木建築、基礎工程及項目管理、房地產代理及管理，以及基建項目投資。其内地子公司中海企業发展集團以「中海地產」品牌在中國內地進行房地產開發，在業界有「利潤王」之稱。

## 歷史
1979年，公司前身中國海外工程有限公司在香港成立。
1985年，進軍房地產領域，首個項目為香港大埔4號地塊的「海寶花園」。至1987年，擁有超過10個小型地產項目，均以「海」打頭：海巒苑、海祥大廈、海興大廈、海榮大廈、海景山莊、海茂苑、海景花園、海景豪園等。
1992年，中國海外集團將旗下房地產業務以「中國海外發展」在香港聯交所上市。
2002年，業務重心向中國內地轉移，以「中海地產」品牌在國內大中城市進行地產開發。
2015年，中国海外发展将物业管理业务分拆，以中海物業在港交所上市。
2024年6月20日，三大国际评级机构之一的标普将中国海外发展的长期发行人信用评级从“BBB+”展望稳定上调至“A-”展望稳定，成为目前唯一获得标普全球“A-”评级的国内房产上市公司。

## 交易明細
2007年11月7日，恆指服務公司宣佈中國海外加入恒指成份股（藍籌股），2007年12月10日起生效。
2011年4月中國海外發展以2.92888億元向經營保齡球場生意的楊家樹、李旺卿及楊敏健購入西貢「飛鵝山道5號」，地盤32077方呎，總樓面20862方呎，
鴨脷洲海旁道及鴨脷洲徑交界豪宅項目，屋宇署批准興建2幢32層高分層豪宅，另有2層地庫，總樓面大約23萬方呎。該項目已命名為南區左岸，已於2016年第四季落成。
2013年6月，中國海外發展以22.7億元投得啟德第1H區1號港人港地，物業位於沐寧街2號，以可建最高樓面約418243平方呎計，平均樓面呎價5428元，物業命名為啟德1號（I），由兩座高座及6座低座大樓組成，提供545伙單位，預計2017年10月底入伙。
2013年6月中國海外發展以22.7億元投得啟德第1H區2號港人港地，物業位於沐寧街8號，以可建最高樓面約462053平方呎計，平均樓面呎價4913元，物業命名為啟德一號（II），由兩座高座及7座低座大樓組成，提供624伙單位，預計2017年10月底入伙。
西營盤第三街重建項目：為市建局重建項目，於2010年9月中標。該項目已命名為星鑽，預計於2016年中入伙。
土瓜灣北帝街重建項目：為市建局重建項目，於2012年6月中標。該項目已命名為喜點，預計於2016年中入伙。
2015年3月24日，中國海外發展將以代價18.24億元人民幣（23.09億港元）購入母公司內地多個省市以至英國倫敦物業，總建築樓面約1,091萬平米。，並承擔目標集團欠付中建股份的319.93億元人民幣（404.97億港元）股東貸款，總額相當於338.17億元人民幣（428.06億港元）。就有關項目注入，中建股份同意按每股25.38元，即中海外前日收市價22.9元溢價10.8%，認購16.86億股中海外新股，佔已擴大後股本17.1%，認購代價428.06億元，約相當於代價及中建股份股東貸款總額；完成有關認購後，母公司的持股將由逾53%，上調到61.18%。
2015年7月初，當時控股公司中國海外發展有限公司正計劃分拆香港和中國內地經營物業管理行業（中海物業集團有限公司）上市，預計上市日期為2015年10月23日，由於該計劃不涉及發行新股配售和集資，因此只作為介紹形式上市。
2016年2月12日，由中國海外、中國建築國際各佔80%和20%股份的國萬投資有限公司以21.3億港元投得大埔市地段第221號大埔荔枝山山塘路地皮，樓面呎價僅1,848元，低於市場估值42%。地皮地盤面積約405760平方呎，最高可建樓面面積約1152824平方呎，項目將會興建17幢10至19層高的分層住宅大廈，總樓面達114.9萬平方呎，提供1620伙。
2016年3月11日，中國海外以310億元（人民幣．下同）（約370.8億港元），收購中信集團住宅地產業務，目標公司之物業組合包括121個物業項目，截至2016年4月30日，總建築面積約為3,155萬平方米，總權益建築面積約2,352萬平方米（合營項目按持股比例計算），分佈於中國內地25個主要經濟地區城市，代價支付包括中國海外將向中信賣方以每股27.13港元發行約10.96億股，占公司現有已發行股本的11.11%，並占擴大股本後的10%。交易完成後，中信將成為中國海外第二大股東。
2017年5月26日，港鐵公司公佈，由信和置業、嘉華國際及中國海外發展各佔33.33%股份的宏鍵有限公司以83.3億元，即每呎樓面地價6735元投得西鐵或屯馬綫錦上路站1期項目，項目地皮面積約448,719平方呎，可建樓面面積達1,236,741平方呎，項目將分二期發展期提供2113個住宅單位，第一及第二期住宅單位數目分別約有1423個及690個，預期於2021至24年取得「入伙紙」及「滿意紙」。
2018年9月3日，大埔市地段第221號大埔荔枝山山塘路地皮已命名為天鑽，合共1,620伙，項目預計2021年1月份落成。
2018年12月27日，中國海外以80.33億港元投得啟德4B區2號地皮，樓面呎價13,523元。地皮地盤面積約9.74萬平方呎，最高可建樓面面積約59.4萬平方呎。
2019年3月27日，地政總署公布會德豐地產新世界發展恒基地產及中國海外發展30%合組的財團Infinite Sun Limited以98.93億港元奪得啟德第4B區1號地盤的新九龍內地段第6576號的用地，地盤面積約103,151平方呎，以最高樓面面積為722,060平方呎計，平均樓面呎價约13,702元。
2019年5月7日，地政總署公布會德豐地產，新世界發展，恒基地產及中國海外發展佔股18%及華懋集團合組的財團Marble Edge Investments Limited以125.9億元投得啟德第4C區2號商住臨海地皮的新九龍內地段第6552號用地，地盤面積約105110平方呎，以最高樓面面積為641168平方呎計，平均樓面呎價约19636元，成為啟德最貴地皮。
2019年7月24日，地政總署公布會德豐地產，中國海外發展及嘉華國際的合資公司星龍香港投資有限公司以127.398億元投得啟德第4A區1號地盤的（新九龍內地段第6577號用地），地盤面積約176,368平方呎，以最高樓面面積為1075831平方呎計，平均樓面呎價约11842元，發展商需負責興建安老院舍同幼兒中心等社會福利設施，有關面積將納入總樓面；發展商亦要修建海濱長廊。
2019年11月13日，地政總署公布九龍倉，中國海外發展，及嘉華國際，恒基地產的合資公司瑞建控股有限公司以159.529億元投得啟德第4A區2號地盤的（新九龍內地段第6554號用地），地盤面積約197552平方呎，以最高樓面面積為1205062平方呎計，平均樓面呎價约13238元，發展商需預留8%樓面面積作社福用途。
2025年5月23日，以8.6068億元，每方呎樓面地價約5349元中標市區重建局旺角山東街/地士道街發展項目（YTM-012 項目）項目佔地約26641平方呎，位於山東街、地士道街和奶路臣街交界，可發展樓面面積上限約160911平方呎，當中住宅樓面面積約15.2萬平方呎，估計可興建約380伙。日後售樓收入達25.5億元，便要向市建局分紅，比例固定為20%，此外，项目将提供约30,677平方呎的楼面面积作政府、机构及社区设施用途，并获豁免计算在总楼面面积之内

## 子公司
2010年正式完成收購蜆殼電器，並易名為中國海外宏洋集團；而中國海外宏洋集團主要持有及發展中國內地地產項目，包括廣州中信廣場。